# Акты Московского государства 1561 года
Царствование: 1533—1584 — Иван IV Васильевич Грозный

## Акты Московского государства 1561 года
- 27 февраля — жалованная кормленная грамота царя Ивана Васильевича Сухово-Кобылину Василию Константиновичу на город Гдов в Псковской земле с пятном и корчмой под Соловцевым Фёдором Леонтьевичем, с продлением "сряду на другой год" с Семёнова дня (1 сентября) 1562 года до Семёнова дня (1 сентября) 1563 года.
- 2 мая — уставная грамота Соловецкого монастыря, Бежецкого Верха, крестьянам села Пузырёво.
- 29 июля — отдельная выпись писцов Борисова Василия Никитича и Дубенского Ильи Никифоровича князю Белосельскому Леонтию Андреевичу на поместье его деда Белосельского Василия села Ветши с деревнями и починками в Белосельском погосте Шелонской пятины.
- 6 ноября — отдельная выпись писцов Денисьева Ивана Матвеевича и Дятлова Андрея Васильевича — Ульяне, вдове Назимова Петра Юрьевича, на прожиточное поместье деревни Заполье в Пажеревицком погосте и деревень Колесница и Подберезье в Славетенском погосте Шелонской пятины.